# 西脇市立楠丘小学校
西脇市立楠丘小学校（にしわきしりつくすがおかしょうがっこう）は兵庫県西脇市黒田庄町岡にある公立小学校である。
略称は楠小（くすしょう）。

## 沿革
- 1873年（明治6年）5月 - 兵主神社を仮校舎として雄嘉小学校が創設される（5月）
- 1875年（明治8年）5月 - 大志小学校と改称
- 1881年（明治17年）- 多可郡2番学区大志小学校と改称。校舎新築落成
- 1882年（明治18年）- 初等科小学校と改称
- 1884年（明治20年）- 大志尋常小学校と改称
- 1889年（明治25年）- 修業年限を4か年とし3学級に編成
- 1900年（明治33年）- 黒田庄第一小学校と改称
- 1911年（明治44年）- 黒田庄第一尋常高等小学校と改称。校舎新築落成。義務教育年限6か年となる
- 1915年（大正4年）- 高等科・尋常科各補習教育開始
- 1922年（大正11年）- 杉苗500本運動場周辺に植樹
- 1924年（大正13年）- 運動場に自由遊具設置（播但鉄道開通）
- 1931年（昭和6年）- 特別教室（理科家事）竣工
- 1932年（昭和7年）- 中校舎増築並びに南校舎改築竣工。ピアノ購入
- 1941年（昭和16年）- 黒田庄第一国民学校と改称
- 1947年（昭和22年）- 学制改革により黒田庄第一小学校と改称。黒田庄村立黒田庄中学校が当校に併置で創立される
- 1950年（昭和25年）- 大志愛育会を結成
- 1956年（昭和31年）- 北校舎2階建10教室落成
- 1959年（昭和34年）- 本館・講堂竣工
- 1963年（昭和38年）- 南校舎改築工事竣工（鉄筋二階建）
- 1964年（昭和39年）- 楠丘小学校と改称
- 1966年（昭和41年）- プール完成
- 1973年（昭和48年）- 創立百周年記念事業。児童公園完成
- 1988年（昭和63年）- 運動場南側及び東側拡張
- 1989年（平成元年）- 運動場拡張部分整備及びフェンス全面取り替え
- 1992年（平成4年）- 全面改築のため旧校舎（昭和34、36年建築）解体。仮校舎へ移転
- 1993年（平成5年）- 新校舎、屋内運動場落成
- 1994年（平成6年）- 屋外周辺整備完了（観察の庭、ふれあいの小径完成）
- 2000年（平成12年）- バリアフリー型プール完成
- 2001年（平成13年）- 黒田庄町学童保育を開設（体育館2階）
- 2005年（平成17年）- 西脇市・黒田庄町の合併により西脇市となり、校名を西脇市立楠丘小学校と改称
- 2006年（平成18年）- 防犯システム（セコム）導入
- 2013年（平成25年）- 空調設備導入
- 2014年（平成26年）- 避難所看板設置。兵庫県PTA広報紙最優秀賞受賞
- 2015年（平成27年）- 太陽光発電設備導入。体育館天井耐震化。校内トイレ完全洋式化
- 2016年（平成28年）- 校務用PC・ネットワーク切替（クラウド化）。楠丘幼稚園閉園[1]

（※2017年05月11日現在）

## 主な進学先
- 西脇市立黒田庄中学校

## 通学区域が隣接している学校
- 西脇市立桜丘小学校
- 西脇市立日野小学校
- 西脇市立西脇小学校
- 西脇市立比延小学校
- 西脇市立双葉小学校
- 丹波市立上久下小学校
- 丹波市立久下小学校

## 学校関係者
- 福戸あや（ABCテレビアナウンサー）[2]